# Jacob van Huysum
Jacob o Jacobus van Huysum, o Huijsum (Amsterdam, 1687 o 1689 – Londra, 1740 o 1746), è stato un pittore e disegnatore olandese, specializzato nella pittura di fiori e frutta.

## Biografia
Fratello di Jan, copiò e imitò le sue opere con notevole successo e così esattamente, da ingannare anche i migliori esperti.
Dipinse anche soggetti similari da propri disegni e composizioni, che, benché di buona qualità, tuttavia, secondo Stanley, risultano inferiori rispetto a quelle del più famoso fratello Jan per quanto riguarda l'accuratezza e il dettaglio della finitura. Fu istruito nell'arte della pittura dal padre Justus.
Alla morte di quest'ultimo, assunse il controllo della sua attività, ma nel 1721 si trasferì in Inghilterra, dove lavorò per un breve periodo per il signor Lockyear di South Sea House e in seguito per Horace Walpole, che fu anche mecenate di Jan o, secondo Lazarus e Desmond, per Robert Walpole. Jacob eseguì copie dei dipinti della collezione di Walpole ad Houghton Hall nel Norfolk, tra cui alcune opere del Caravaggio, Claude Lorrain e Gaspard Dughet. Dopo due anni fu licenziato a causa del bere, problema che poi causò la sua morte.
In Inghilterra, Jacob si occupò del disegno della maggior parte delle tavole di due famosi testi botanici: l'Historia plantarum rariorum (1728-1736) di John Martyn e il Catalogus Plantarum (1730), pubblicato dalla Società dei Giardinieri (Society of Gardeners). Entrambi questi testi furono importanti nel campo dell'orticoltura. Van Huysum vide i suoi disegni riprodotti per incisione a colori, stampati in quantità e resi disponibili ad un vasto pubblico.
A Londra Jacob incontrò Georg Dionysius Ehret, con cui collaborò ad alcuni progetti. In particolare i due artisti lavorarono insieme alla realizzazione di un acquerello rappresentante Prunus domestica: van Huysum dipinse il ramo con fiori sulla sinistra, mentre il ramo con il frutto fu eseguito da Ehret. La tecnica di esecuzione dei due rami differisce a causa dei diversi stili dei due artisti: più leggero il tocco di van Huysum rispetto a quello di Ehret.
La sua opera più famosa è la serie di dodici dipinti I dodici mesi, rappresentati con vasi di fiori aventi come sfondo dei paesaggi.
Le sue opere sono firmate J. van Huysum, come quelle del padre Justus van Huysum I, mentre il fratello Jan usava firmare le sue per esteso.

## Opere
- Natura morta con frutta, olio su tela, 90,81 x 71,12 cm, firmato in basso a sinistra[9]
- I dodici mesi, serie di dodici dipinti
- Cotyledon africana, 1728-1738, da Historia plantarum rariorum di John Martyn[10]
- Viburnum tinus, 1730, dal Catalogus Plantarum[11]
- Virga aurea , 1728-1737, da Historia plantarum rariorum di John Martyn[12]
- Prunus domestica, in cooperazione con Georg Dionysius Ehret, National Museums of Wales[7]